# شمیر فنلون
شمیر فنلون (انگلیسی: Shamir Fenelon؛ زادهٔ ۳ اوت ۱۹۹۴) بازیکن فوتبال اهل بریتانیا است.
از باشگاه‌هایی که در آن بازی کرده‌است می‌توان به باشگاه فوتبال ترانمره راورز، باشگاه فوتبال کراولی تاون، باشگاه فوتبال تورکی یونایتد، باشگاه فوتبال تونبریج آنجلز، باشگاه فوتبال وایت‌هاوک، باشگاه فوتبال روچدیل، باشگاه فوتبال داگنم و ردبریج، و باشگاه فوتبال برایتون اند هوو آلبیون اشاره کرد.
وی همچنین در تیم ملی فوتبال زیر ۲۱ سال جمهوری ایرلند بازی کرده‌است.